# Паник (Билеча)
Паник (серб. Паник / Panik) — село в общине Билеча Республики Сербской Боснии и Герцеговины. В настоящее время село необитаемо.
Село опустело после того, как недалеко от него в 1965—1966 годах была возведена гидроэлектростанция.
В селе проводились раскопки римских поселений под руководством доктора археологии Ирмы Чремошник.

## Население[4]
- 1961 год — 234 человека (233 серба, один иноземец)
- 1971 год — 6 человек (все сербы)
- 1981 год — 3 человека (все сербы)
- 1991 год — 2 человека (все сербы)

## Известные уроженцы
- Божо (Вуинович) (1851—1909), урождённый Никифор Вуинович, игумен Сербской православной церкви
- Владо Вучинич[серб.] (1907—1942), народный герой Югославии
- Йован Бобот[серб.] (1908—1945), народный герой Югославии